# Australoheros minuano
Australoheros minuano är en fiskart som beskrevs av Rícan och Kullander 2008. Australoheros minuano ingår i släktet Australoheros och familjen Cichlidae. Inga underarter finns listade.